# جاك المرسول
جاك المرسول حصة تلفزيونية تعرض على قناة نسمة, حصة ذات طابع خيري إنساني, تهدف إلى تقريب كل بعيد وتكريم كل حبيب من خلال دعوته إلى بلاتو الحصة المتواجد في تونس, والبرنامج يُسجل بحضور الجمهور ويقوم بتقديم البرنامج المقدم الجزائري طيب قاسي عبد الله.

## فكرة البرنامج
فكرة البرنامج بسيطة في مبدأها والذي هو واضح من خلال عنوان البرنامج “جاك المرسول” وكلمة ”جاك” تعني أتاك, فمن يود دعوة شخص ما عليه إلا الإتصال بالحصة أو إرسال رسالة نصية قصية يشرح فيها سبب دعوة الشخص المراد إرسال الدعوة إليه, بعد إستقبال صاحب الدعوة في بلاتو الحصة يبدأ في شرح أولي وبسيط لسبب الدعوة, بعدها يتم عرض ساعي البريد يركب دراجة هوائية وهو يحمل المرسول على الشاشة وهو متوجه لعنوان وبيت الشخض المدعو وهو المتلقي للمرسول, بعدها تتم دعوته لحضور الحصة في تونس.

## عرض البرنامج
بعد حضور المدعو وتلبيته للدعوة المرسلة يتم استقباله من طرف الجمهور الحاضر في البلاطو من قبل منشط البرنامج, بعدها يجلس صاحب الدعوة والمدعو في وضعية متقابلة وما يفصلهما رسالة تحتوي شاشة صغيرة للعرض أعلاها, بعد سؤال الشخص المدعو إن كان يعرف صاحب الدعوة وتقديم بعض المؤشرات عنه يتم عرض صورة صاحب الدعوة على شاشة العرض الصغيرة المتواجدة أعلى الرسالة وفي غالب الأحيان يكون يتعرف المدعو على من دعاه إلى جاك المرسول.

## نهاية البرنامج
ينتهي البرنامج غالبا بنهاية سعيدة ومفرحة وتختم بفتح الرسالة ولقاء بين صاحب الدعوة والمدعو.
 صفحة البرنامج من موقع قناة نسمة
1. ↑  قناة نسمة التونسية : أخبار تونس والعالم , مسلسلات تونسية عربية و تركية نسخة محفوظة 01 مايو 2013 على موقع واي باك مشين.